# West Sussex
West Sussex é um condado no sudeste da Inglaterra. Faz fronteira com Surrey ao norte, East Sussex a leste, o Canal da Mancha ao sul e Hampshire a oeste. O maior assentamento é Crawley, e a cidade do condado é a cidade de Chichester.
O condado tem uma área de 1 991 quilômetros quadrados (769 milhas quadradas) e uma população de 892 336. Ao longo da costa sul há uma área urbana quase contínua que inclui as cidades de Bognor Regis (63 855), Littlehampton (55 706) e Worthing (111 338); os dois últimos fazem parte da área construída de Brighton e Hove, que se estende até East Sussex e tem uma população total de 474 485 habitantes. O interior do condado é geralmente rural; as maiores cidades são Crawley (118 493) e Horsham (50 934), ambas localizadas no nordeste; Chichester fica no sudoeste e tem uma população de 26 795 habitantes. West Sussex contém sete distritos de governo local, que fazem parte de um condado não metropolitano de dois níveis administrado pelo Conselho do Condado de West Sussex. West Sussex e East Sussex foram historicamente o único condado de Sussex.
Os South Downs são uma característica definidora do condado, cruzando-o de leste a oeste e dividindo o norte e o sul. As colinas são uma escarpa de giz que cai bruscamente no Weald ao norte e mais suavemente em direção ao sul, onde há uma estreita faixa de terra plana entre as colinas e a costa. A faixa costeira se alarga para o oeste, onde é pontuada pelo porto de Chichester, que é uma ria.
O condado tem uma longa história de assentamento humano que remonta à era do Paleolítico Inferior. Durante a conquista romana da Grã-Bretanha, os romanos conquistaram os atrébates, os britânicos indígenas de West Sussex, e incorporaram a área como uma província romana. Durante o início da Idade Média, os saxões colonizaram a área, estabelecendo o Reino de Sussex em 477, que durou até c. 827, quando o reino foi anexado por Wessex. Tem uma série de casas senhoriais, incluindo Goodwood, Petworth House e Uppark, e castelos como o Castelo de Arundel e o Castelo de Bramber.